# Двохсотлітня людина та інші історії
«Двохсотлітня людина та інші історії» (англ. The Bicentennial Man and Other Stories) — збірка науково-фантастичних оповідань американського письменника Айзека Азімова, яку опублікувало в 1976 році американське видавництво «Doubleday».

## Зміст
| Назва                       | назва                              | рік  | тема      |
| --------------------------- | ---------------------------------- | ---- | --------- |
|                             | The Prime of Life                  | 1966 | поема     |
| Жіноча інтуїція             | Feminine Intuition                 | 1969 | роботи    |
| Водяний грім                | Waterclap                          | 1970 |           |
| ... що Ти пам'ятаєш про неї | . . . That Thou Art Mindful of Him | 1977 | роботи    |
| Чужинець у раю              | Stranger in Paradise               | 1974 | роботи    |
| Життя і часи Мультивака     | The Life and Times of Multivac     | 1975 | Мультивак |
| Відсів                      | The Winnowing                      | 1976 |           |
| Двохсотлітня людина         | The Bicentennial Man               | 1976 | роботи    |
| Коли святі марширують       | Marching In                        | 1976 |           |
| Допотопний метод            | Old-fashioned                      | 1976 |           |
| Інцидент на трьохсотліття   | The Tercentenary Incident          | 1976 | роботи    |
| Народження назви            | Birth of a Notion                  | 1976 |           |